# Trichosilia impingens
Trichosilia impingens là một loài bướm đêm trong họ Noctuidae.